# 各向异性

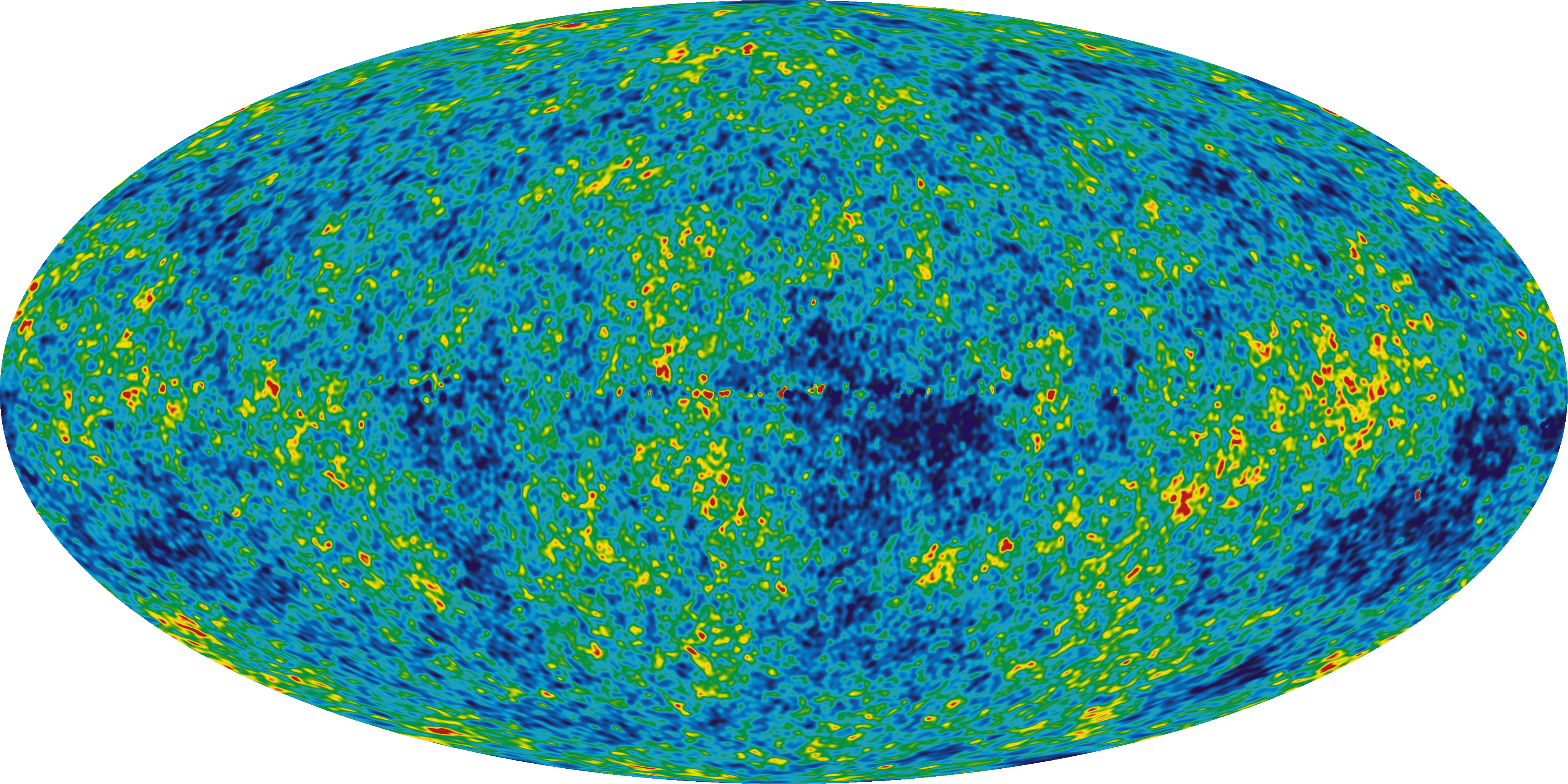
WMAP所測得宇宙微波背景辐射下之（极小的）非均向性

各向異性（英語：Anisotropy），或作異向性、非均向性，與各向同性相反，指物体的全部或部分物理、化学等性质随方向的不同而有所变化的特性，例如石墨单晶的电导率在不同方向的差異可达数千倍，又如天文學上，宇宙微波背景輻射亦擁有些微的非均向性。許多的物理量都具有非均向性，如弹性模量、电导率、在酸中的溶解速度等。

## 不同領域的運用

### 物理學
各向异性可分为：
- 磁性各向異性
- 電性各向異性
- 光學各向異性
- 結構各向異性

### 地質學
在地球物理的研究領域常常使用的是地震波的非均向性，意指地震波在不同方向傳遞的波速不同。造成此現象的原因是岩石的組成礦物本身就是不具有均向性的，而且大部分的造岩礦物都具有此現象，例如石英、長石、橄欖石。當地震波傳遞經過此種晶體時，會造成垂直方向振動的波與水平方向振動的波波速不同，當地震波抵達測站後，測站會量到兩個不同方向振動的波抵達之時間差。藉由量測時間差，就可以推知地球內部礦物的分佈情況。
另外在礦藏探勘中，也常用到利用每個岩層之間，電阻率的非均向性來建構地底的結構，進而探知礦藏或油氣的分佈。

### 材料科學
木材、竹子等都具有各向异性的特点。
晶体的各向异性：同一晶体的不同方向上具有不同的性能